# 外滩大桥
外滩大桥是浙江省宁波市一座跨甬江斜拉桥。桥梁位于甬江大桥与庆丰桥之间，载有惊驾路，连接鄞州区曙光北路和江北区大庆南路。桥梁东侧为原宁波渔轮厂和宁波书城区域，西侧为宁波老外滩。桥形为三角形独塔四索面异型斜拉桥，桥塔倾斜为人字形，寓意为“人文宁波”。这种桥形为中国大陆首创。2008年6月6日开工建设，2010年7月15日合龙，2010年12月29日通车。

## 桥梁形制
外滩大桥全长1396米，其中主桥长337米。桥面为双向六车道加非机动车道与人行道，宽42.8米，设计车速50km/h。桥形为三角形独塔四索面异型斜拉桥，桥塔向鄞州区倾斜成人字形。这种桥形为中国大陆首创。

### 索塔

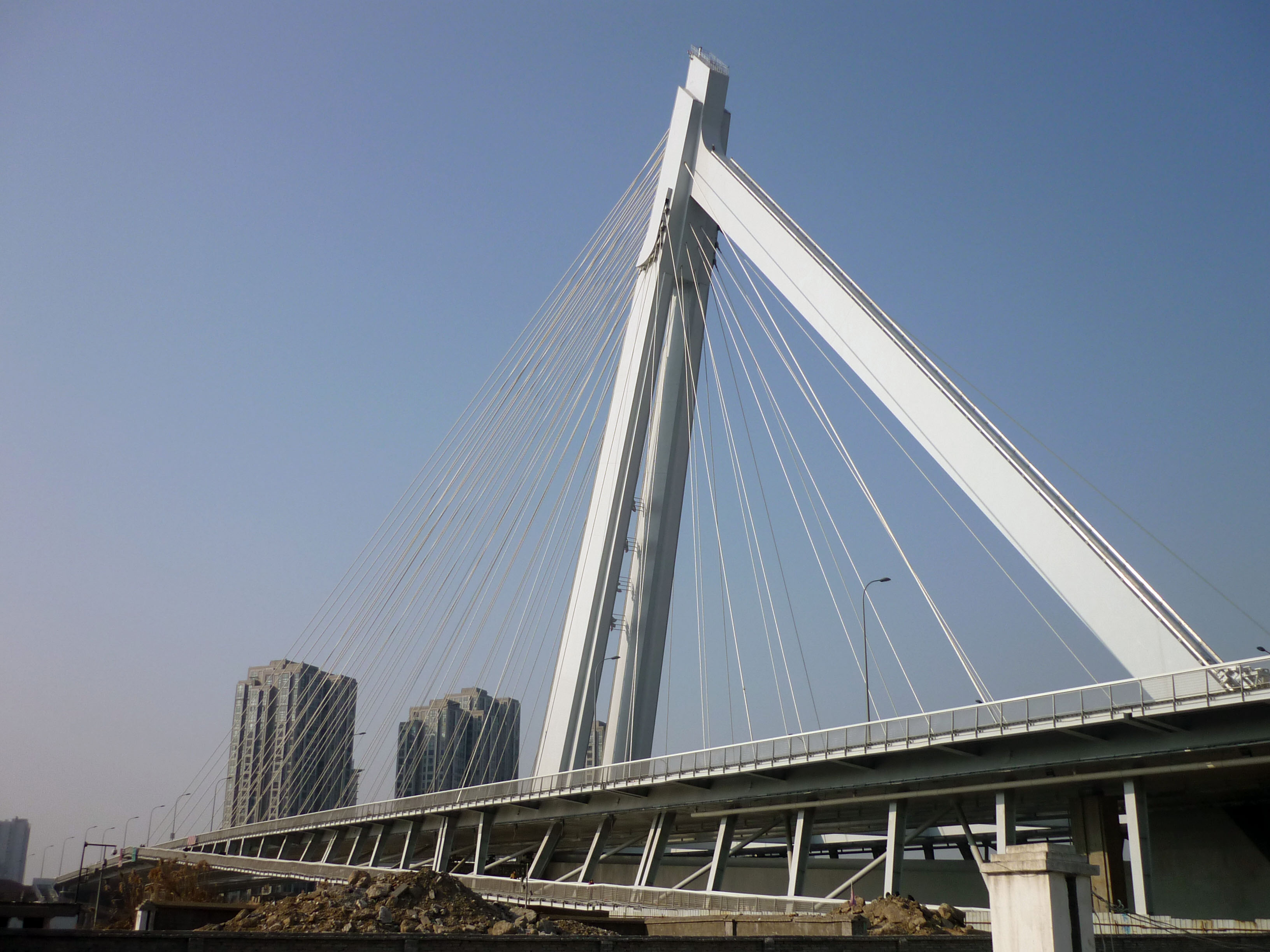
外滩大桥索塔

外滩大桥索塔为三角形斜塔，由前塔柱、塔头锚固区、后斜杆、水平杆四部分组成，塔头锚固区连有拉索。前塔柱分成两支，在桥面中部与主梁连接。后斜杆在塔头与前塔柱相连，与边跨主梁间的横梁相连。前塔柱和后斜杆尾端通过水平杆相连。塔头拉索带来的巨大拉力被转换为边跨的轴向压力。后斜杆由桥梁恒载产生的上拔力通过横梁、边跨尾端主梁、部分后斜杆以及后锚点内的混凝土压重平衡，而动载以及其它荷载产生的上拔力通过后锚点承台平衡。

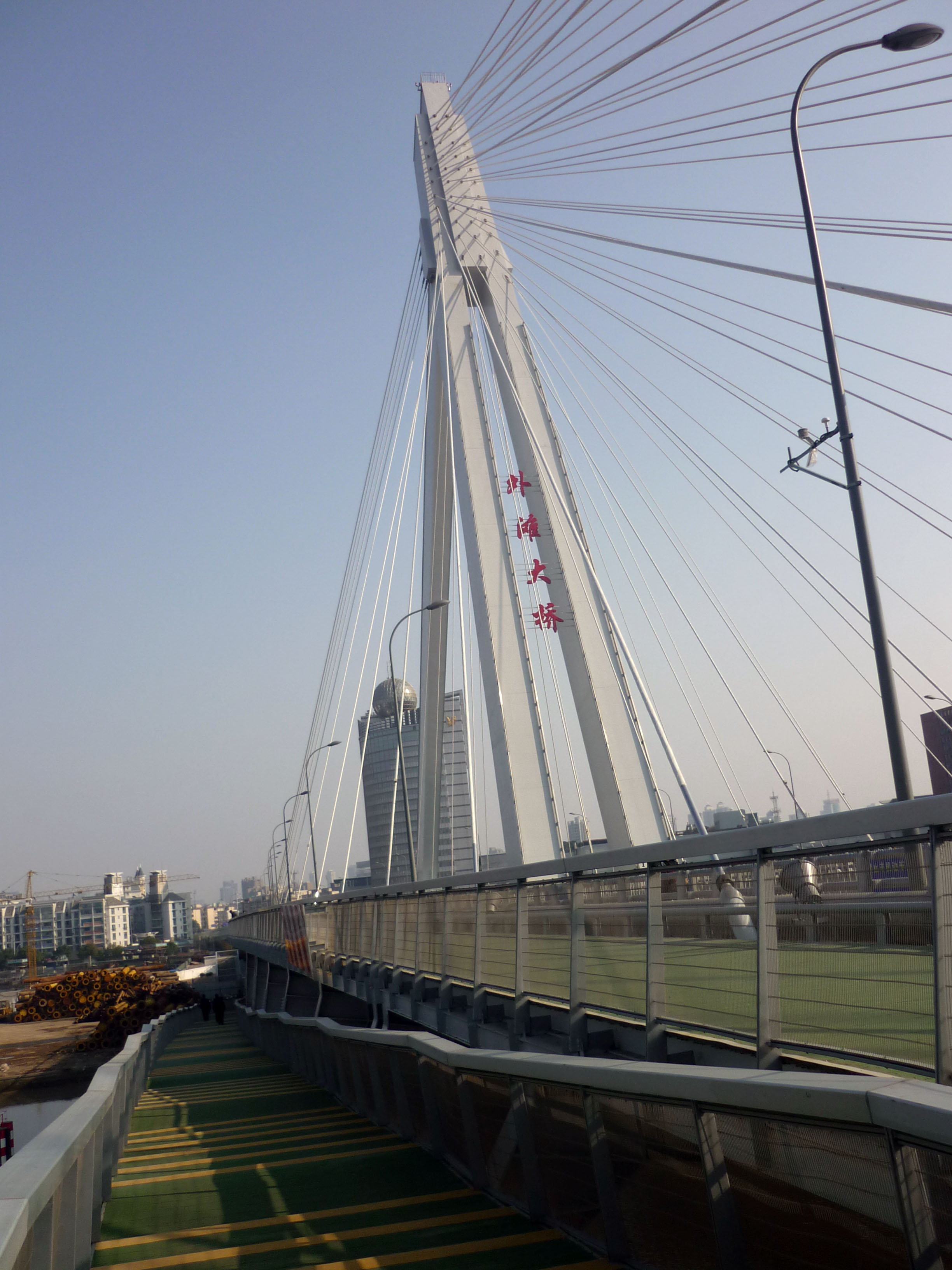
外滩大桥鄞州侧悬挑人行桥

### 人行设施
外滩大桥为城市主干道，其人行系统包括人行道和人行桥两部分。人行道布置于全桥车行道两侧，宽4米。而人行桥宽3米，位于鄞州侧主梁两侧，向下悬挑。

## 建设历史
- 2008年6月6日 外滩大桥开工[1]。
- 2008年10月1日 外滩大桥主桥桩基完成[4]。
- 2009年9月27日 人民路地道通车[5]。
- 2010年3月3日 外滩大桥人字形索塔完工[6]。
- 2010年7月15日 外滩大桥全桥贯通[7]。
- 2010年12月29日 外滩大桥通车[1]。

## 图集

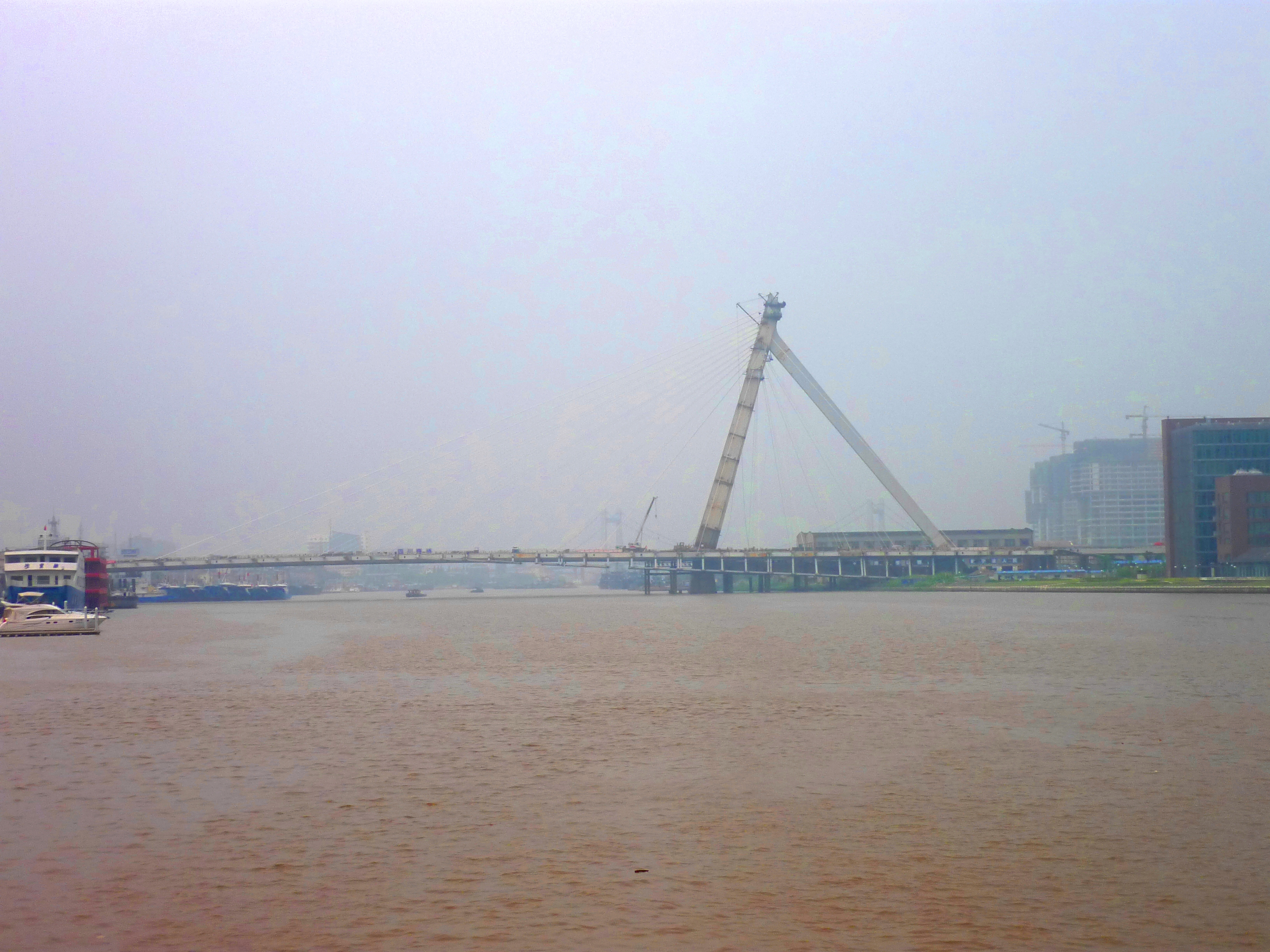
建设中的外滩大桥
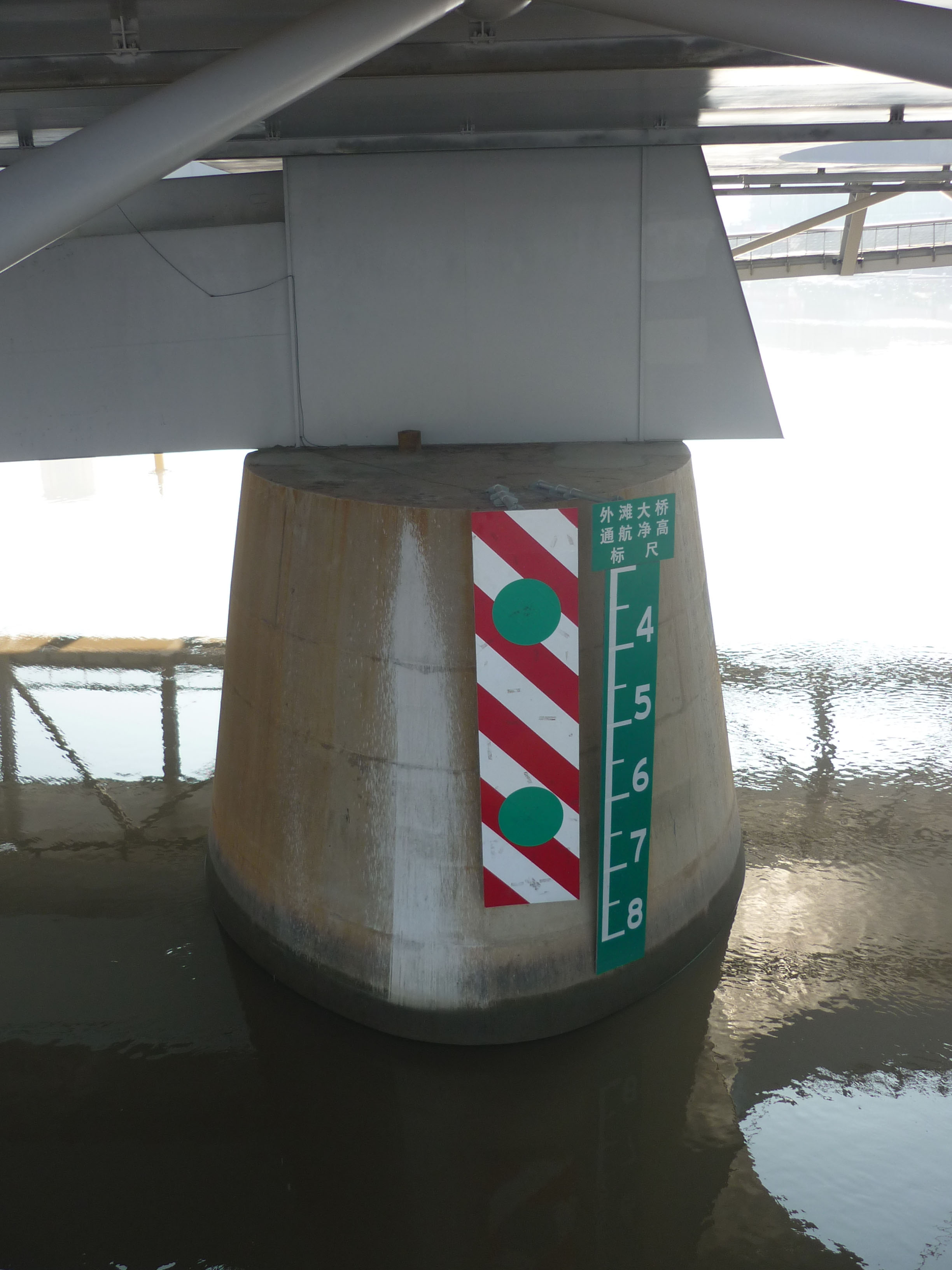
外滩大桥主桥墩
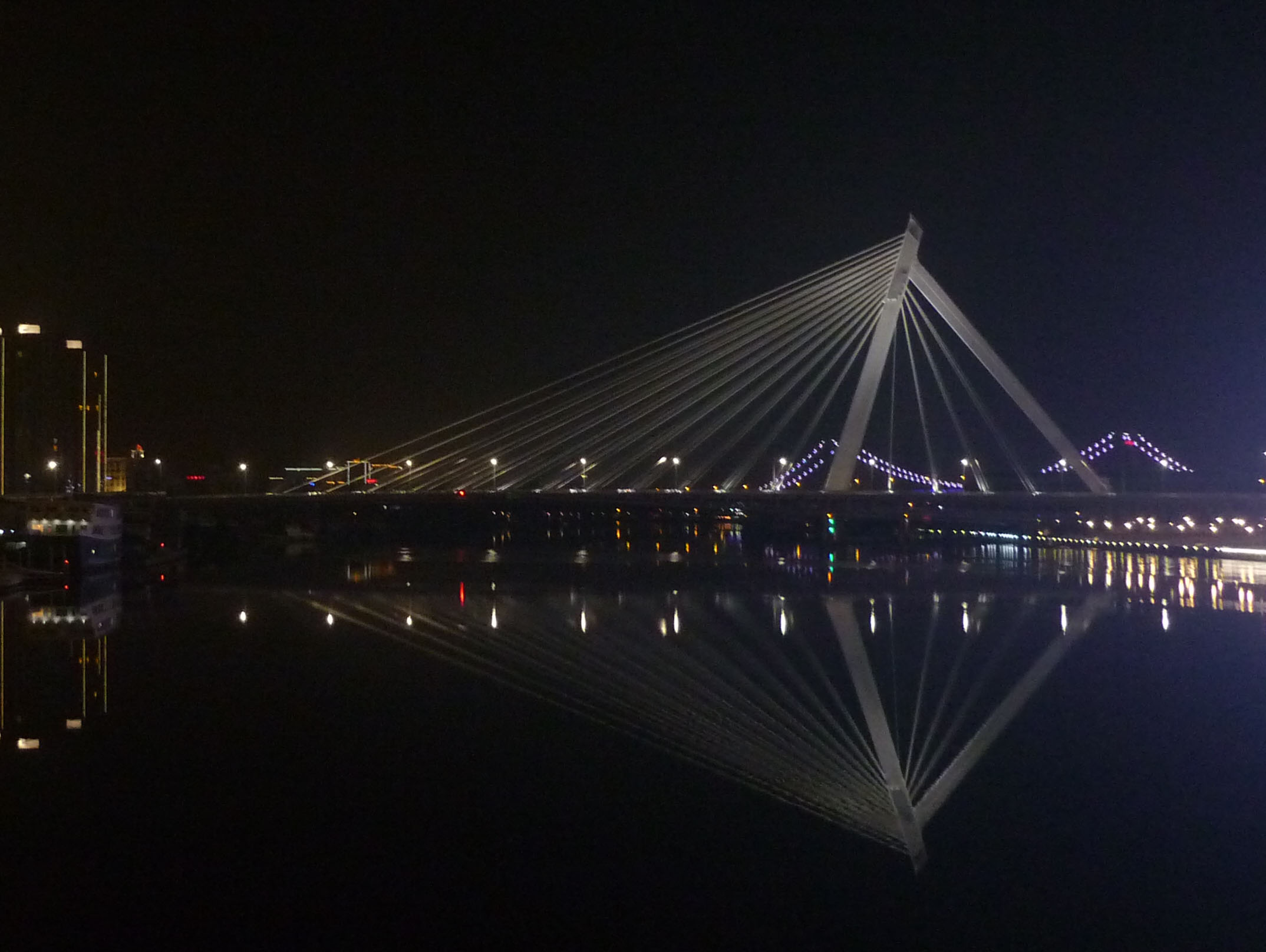
外滩大桥夜景

## 事故
2018年4月16日晚8时25分左右，一艘靠在宁波原客运码头的趸船，因落流断缆漂航，从原老外滩游艇码头（美术馆前沿）漂离，在外滩大桥发生卡桥，事故未造成人员伤亡及受困，具体事故原因仍在调查。4月17日，宁波市城管局会同专业检测单位对外滩大桥桥体进行外观检查，并对城市桥梁监测中心监测到的数据进行分析评估，经与原桥梁设计单位核实后，判定此次事故未造成外滩大桥主桥结构安全损伤。